# 유아독존 (2002년 영화)
《유아독존》은 2002년에 개봉한 대한민국의 코미디 영화이다.

## 캐스팅
- 박상면 : 만수 역
- 안재모 : 재섭 역
- 이원종 : 풍호 역
- 김윤경 : 소은 역
- 김희수 : 은지 역
- 이재용 : 동철 역
- 최학락 : 두칠 역
- 기주봉 : 양근 역
- 윤성호 : 오 마담 역
- 이태림 : 물감 역
- 박정기 : 단무지 역
- 박선웅 : 크레파스 역
- 정형석 : 기석 역
- 정석규 : 김 변호사 역
- 조영호 : 유 변호사 역
- 장인한 : 은지 할아버지 역
- 장가현 : 여경 역
- 김인문 (특별출연)
- 신은경 (특별출연)
- 김원준 (특별출연)
- 김효진 (특별출연)
- 배태선 (특별출연)